# Каяси
Каяси́ (крим. Qayası), також Хаяси́ — пагорб в Сімферополі, в Київському районі, на в'їзді у місто по Ялтинській трасі.

## Загальні дані
Пагорб знаходиться в районі Мар'їне, на кордоні міста, між Ялтинською трасою та Сімферопольським водосховищем. На його схилі стоїть в'їзна стела з назвою міста.
Висота пагорба становить більше 320 метрів над рівнем моря. На вершині встановлена ротонда.

## Ротонда на Сімферопольському водосховищі
Бетонна ротонда, виконана у стилі сталінського ампіру. Вона була зведена за часів створення водосховища та реконструкції траси Сімферополь-Ялта, приблизно у 1951—1955 роках. Саме тоді в районі Мар'їне було встановлено кілька уже неіснуючих скульптурних груп: юнак і дівчина, що дивляться у бік водосховища, і сапери-будівельники траси Сімферополь-Алушта. Крім того, вздовж траси розташовувалися й інші скульптури людей та тварин, альтанки, лавки для відпочинку та клумби.
Ротонда на пагорбі Каяси — це все, що залишилося з тих часів.
Мабуть, спочатку ротонда замислювалася як видовий майданчик над дорогою. З неї мало бути видно все водосховище та гори на півдні. Але з того часу минуло вже багато років — дерева, висаджені на схилах практично лисого пагорба Каяси, виросли, і тепер ротонда стоїть у затишному куточку лісу. Лише небагато людей, які проїжджають по трасі, знають, де в густому листі можна розглянути верхівку ротонди.